# Hans van Oort
Johannes (Hans) van Oort (Lienden, 4 september 1949) is emeritus-hoogleraar patristiek en gnostiek aan de Radboud Universiteit Nijmegen  (1999-2014), emeritus kerkgeschiedenis en vroeg-christendom aan de Universiteit Utrecht (1983-2000) en bijzonder hoogleraar ‘Origins of Christianity’ aan de Universiteit van Pretoria (2000-heden). Sinds 2009 is hij (als enige theoloog) een A-rated onderzoeker van de National Research Foundation (NRF) in South Africa.
Hij is vooral bekend als specialist op het terrein van de studie van de kerkvader Augustinus, van de gnostische wereldreligie van Mani (Manicheïsme) en van het Judasevangelie.
In 2006 presenteerde hij met National Geographic de vondst van dit gnostische ‘evangelie’ in het Nederlandse taalgebied.

## Biografie
Van  Oort studeerde Latijn en Grieks en vervolgens theologie aan de toenmalige Rijksuniversiteit Utrecht. Daar promoveerde hij in 1986 cum laude (toentertijd de hoogste onderscheiding) op het proefschrift Jeruzalem en Babylon. Een onderzoek van Augustinus’ De stad van God en de bronnen van zijn leer van de twee steden (rijken). Van deze dissertatie verscheen in 1995 een vierde druk. De Engelse editie werd in 1991 gepubliceerd als Jerusalem and Babylon. A Study of Augustine’s City of God and the Sources of his Doctrine of the Two Cities. Ook van die Engelse versie verscheen een herdruk (Brill: Leiden-Boston 2013).
Van Oort was vanaf 1972 werkzaam in het voortgezet onderwijs, van 1980-1983 wetenschappelijk medewerker kerkgeschiedenis aan de Universiteit Utrecht en van 1983-1987 universitair docent godsdienstpedagogiek en -didactiek. Ook was hij in deze jaren wetenschappelijk onderzoeker van de Nederlandse Organisatie voor Zuiver-Wetenschappelijk Onderzoek (ZWO, nu NWO) en redacteur van een onderwijsblad. In 1987 volgde zijn vijfjarige benoeming als Senior Research Fellow van de KNAW voor onderzoek naar Augustinus en de bronnen van diens theologie. In 1992 werd hij aan de Universiteit Utrecht benoemd tot hoofdmedewerker (later: hoofddocent) voor kerk- en dogmengeschiedenis, in 1999 volgde zijn benoeming als bijzonder hoogleraar gnostiek te Nijmegen en in 2000 werd hij daar gewoon hoogleraar (emeritaat 2014).

## Gnostiek en Augustinus
De studie van Augustinus en diens bronnen maakte Van Oort tot een specialist in de gnostiek, vooral van de gnostisch-christelijke wereldkerk van Mani (216-277). Van de International Association of Manichaean Studies was hij jarenlang secretaris (1993-2001) en vervolgens voor twee termijnen president (2001-2009). In deze functie werd het initiatief genomen om alle wereldwijd verspreide manichese bronnen uit te geven in het Corpus Fontium Manichaeorum. Dit project wordt ondersteund door een reeks academies van wetenschappen en de UNESCO.
Van Oort is lid van diverse internationale organisaties en academies van wetenschappen en was in 1998-1999 Visiting Professor in Oxford, Londen en Warwick in dienst van de British Academy.
Hans van Oort publiceerde een 25-tal boeken, vooral over Augustinus en de gnostische wereldkerk van Mani. Een geselecteerde bibliografie verscheen in 2011 in de hem aangeboden feestbundel van 800 bladzijden: In Search of Truth’: Augustine, Manichaeism and other Gnosticism. Studies for Johannes van Oort at Sixty (Leiden-Boston: Brill, 2011; tweede druk Leiden-Boston: Brill 2017).
Tegenwoordig is hij onder meer managing editor van Brill’s Nag Hammadi and Manichaean Studies, van het patristische vaktijdschrift Vigiliae Christianae. A Review of Early Christian Life and Language, van de boekserie Supplements to Vigiliae Christianae, van het Corpus Fontium Manichaeorum (Brepols, Turnhout) en van de serie Studien der Patristischen Arbeitsgemeinschaft / Studies of the Patristic Association (Peeters, Leuven).
Zijn vertaling in dichtvorm van fragmenten uit Augustinus' Belijdenissen (Bij God lééft ons goed. Bidden met Augustinus, Leiden: Groen, 1993) werd door de Utrechtse componist Theo Teunissen op muziek gezet en uitgevoerd door medewerkers van het Utrecht Convervatorium. De kerkmusicus Leo Köhlenberg bewerkte zijn vertaling van het Judasevangelie tot het oratorium Iskarioth. In 2024 verscheen U roep ik in. Bidden met Augustinus (KokBoekencentrum Uitgevers, Utrecht).
Vrij recent verscheen het door hem geredigeerde boek Augustine and Manichaean Christianity (Nag Hammadi and Manichaean Studies 83), Leiden-Boston, 2013. Daarna: Mani and Augustine: Collected Essays on Mani, Manichaeism and Augustine, Leiden-Boston: Brill 2020 en Manichaeism and Early Christianity. Selected Papers from the 2019 Pretoria Congress and Consultation (Nag Hammadi and Manichaean Studies 99), Leiden-Boston: Brill 2021. Meest recent publiceerde hij zijn verzamelde Engelse studies over Augustinus' Belijdenissen: Augustine's Confessions. Ten Studies (Supplements to Vigiliae Christianae 182), Leiden-Boston: Brill 2024.